# Édouard Carlier
Pour les articles homonymes, voir Carlier.
Édouard Carlier, né le 21 décembre 1905 à Lillers et mort le 24 avril 1991 à Liévin, est un homme politique français, membre du Parti communiste. Il est député du Pas-de-Calais de 1962 à 1968 puis de 1973 à 1978, conseiller général du Pas-de-Calais, conseiller régional du Nord-Pas-de-Calais ainsi qu'adjoint au maire de Béthune.

## Biographie
Né à Lillers en 1905, Édouard Carlier est cheminot et militant syndical CGTU à partir de 1929 avant de rejoindre le PCF en 1934. Résistant pendant la Seconde Guerre mondiale, il entame une carrière politique après la guerre. Au sein du Parti communiste, il intègre le conseil municipal de Béthune. Il est également élu conseiller général du Pas-de-Calais en 1967 dans le canton de Béthune
puis dans celui de Béthune-Nord à partir de 1973 et conserve ce mandat jusqu'en 1985.
Édouard Carlier est élu en 1962 député du Pas-de-Calais en étant soutenu par le PCF. Réélu en 1967, il est battu l'année suivante par Hubert Dupont-Fauville. Cinq ans plus tard, Carlier bat Dupont-Fauville au deuxième tour des élections législatives. En 1978, c'est Jacques Mellick qui lui succède à l'Assemblée nationale.